# Ericus Erici den yngre
Ericus Erici, född omkring 1580 troligen i Gävle, var en svensk präst.
Ericus Erici var son till Ericus Erici som då var rektor i Gävle. Han var elev vid Åbo katedralskola. 1598 gav sig Ericus Erici iväg från hemmet i avsikt att studera utomlands, och passade på att stanna hos sin moster i Västerås. Avresan sammanföll med inbördeskriget mellan hertig Karl och Sigismund och faderns arrestering kort därefter på grund av sympatier för katolicismen. 1599 begav han sig till Rostock för studier vid universitetet, och studerade därefter året därpå vid universiteten i Wittenberg och Jena. Han lockades dock därifrån 1603 för att besöka Sigismunds hov i Polen, där han konverterade till katolicismen. I sina brev hem förefaller konverteringen snarast ha varit politiskt betingad - han förefaller ha trott på kungens återkomst som regent i Sverige. Ericus Erici begav sig därefter till Italien, där han vistades under fyra år och bland annat besökte Milano, Venedig, Rom och Neapel. 1607 förefaller han ha gett upp hoppet om att Sigismund skulle kunna återvända till Sveriges tron och skriver då hem till fadern i hopp om att få stöd för att kunna återvända. Någon sådan hjälp erhöll han tydligen inte, och Ericus Erici skrev samma år in sig som student vid Collegium Germanicum i Rom där han avlade teologisk och filosofisk examen. Ericus Erici förefaller därefter ha begett sig till Sigismunds hov  i Polen. Ytterligare kunskaper om honom är inte kända. Troligen är han identisk med den h. Erich Erichson Capellan eine Pape, finne, som omtalas i en förteckning för flyktingar i Polen från 1623.